# Tour della nazionale maschile di rugby a 15 delle Figi 2017

## Risultati
| Arbitro: | John Lacey |

|                                 |      |              |
| Ferrari 27’                     | mt   | 38’ Nakarawa |
| Canna 27’                       | tr   | 38’ Volavola |
| Canna 4’, 52’, 57’ McKinley 79’ | c.p. | 39’ Volavola |

| Arbitro: | Paul Williams |

|                                   |      |                            |
| Sweetnam 6’ Kearney 22’ Conan 33’ | mt   | 39’ Seniloli 44’ T. Nagusa |
| Carbery 33’                       | tr   | 39’, 44’ Volavola          |
| Keatley 65’, 72’                  | c.p. | 20’, 68’ Volavola          |

| Arbitro: | Matthew Carley |

|                            |      | |
| tecnica 15’ Sears-Duru 64’ | mt   | 7’ Tawake 22’ Tuapati 28’ tecnica 33’ Lomani 40’ Goneva 44’ Yato 67’ Nakarawa 73’ Botia 77’ Kunatani |
| Staller 64’                | tr   | 7’, 33’, 40’, 67’, 73’ Volavola                                                                      |
| Staller 31’                | c.p. | |